# Торони
Торони (грч. Τορώνη) је село у југозападном делу полуострва Ситонија на Халкидикију. На попису из 2021. године било је 204 становника. 
Основна делатност становника је туризам, пољопривреда и риболов. Торони има повећани развој туризма у последњих неколико година. Удаљеност од села Нови Мармарас је 23 км. Након обале Трстеника, може се ићи на летовалиште Порто Куфо. Насеље је јако развијено у последњих неколико година.